# Piškera
Piškera (italsky Peschiera) je neobydlený ostrov v Jaderském moři při chorvatském pobřeží. Je součástí kornatského souostroví. Nachází se z jejich vnější strany, mezi ostrovy Kornat a Lavsa. Název ostrova pochází z italského peschiera, neboli místo chovu ryb
Ostrov je protáhlý, na nejdelší stranu má okolo 4 km. Nejvyšší bod na ostrově se nachází v jeho východní části a měří 126 m n. m. Pobřeží ostrova je dlouhé 10,646 km, ostrov má rozlohu 2,66 km². Ostrov není zalesněný, je porostlý řidší keřovou vegetací.
Na ostrově se nachází rybářská osada stejného názvu, která byla založena v 16. století a opuštěna o několik století později. Součástí osady je několik domů a kostel, který je zasvěcen Panně Marii. Na malém ostrůvku jižně od osady se nachází i marina.